# 软孔菌属
软孔菌属（学名：Mollicarpus）是多孔菌科下的一个属。本属由Ginns于 1984年设立，仅有同生软孔菌 （Mollicarpus cognatus (Berk.) Ginns）一种。

## 下属物种
本属包括以下物种：
- 同生软孔菌 Mollicarpus cognatus (Berk.) Ginns